# Christian Johnen
Christian Josef Johnen (* 27. Juli 1862 in Düren; † 8. Februar 1938 in Düsseldorf-Oberkassel) war ein deutscher Jurist und Stenografiewissenschaftler.

## Leben

### Ausbildung und Berufslaufbahn
Christian Josef Johnen wurde am 27. Juli 1862 in Düren geboren. Nach dem Abitur 1880 am Gymnasium seiner Heimatstadt studierte er Rechtswissenschaft und Volkswirtschaft an den Universitäten Bonn, Heidelberg und Berlin. Im Anschluss an das Referendarexamen 1883 in Köln promovierte er im Januar 1884 zum Doktor der Rechte (Dr. jur.) an der Universität Göttingen. In der Folge war er als Referendar an verschiedenen Gerichten, unter anderem in Aachen und Köln, tätig. Ab 1888 fungierte er zunächst als Gerichtsassessor in Düren und Göttingen, bevor er 1896 Amtsrichter in Viersen wurde. Von 1902 bis 1906 wirkte er in Köln, wo er zum Oberlandesgerichtsrat aufstieg. Anfang des Jahres 1907 erfolgte der Umzug nach Düsseldorf. Hier wurde er 1915 Geheimer Justizrat und 1920 schließlich Senatspräsident am Oberlandesgericht. Am 1. Oktober 1927 trat Johnen wegen Erreichung der gesetzlichen Altersgrenze in den Ruhestand.
Aus der am 2. August 1892 geschlossenen Ehe mit Luise Johanna Hinderkotte gingen ein Sohn und eine Tochter hervor.

### Johnen und die Stenografie

#### Anfänge
Als Gymnasiast erlernte Johnen mehrere Stenografiesysteme, so zunächst 1876 Neustolze durch Selbstunterricht, im Jahr darauf sowohl Gabelsberger als auch die Einzeilige Kurzschrift (auf Stolzescher Grundlage) von Oskar Samuel Adler; 1878 folgte das System nach Carl Faulmann. In demselben Jahr wurde er auf die „Solinger Thesen“ von Ferdinand Schrey aufmerksam, trat mit diesem in Briefwechsel und wurde, nachdem sein „Erstlingswerk“ Die kleinen Konsonanten und die Vokalisation 1880 bei einem Wettbewerb preisgekrönt worden war, ständiger Mitarbeiter von Schreys Blatt Rhenania. Er schloss sich der Schule Gabelsberger an, erkannte jedoch recht bald die Notwendigkeit einer gründlichen Reform dieses Systems.
Als Student gehörte Johnen den Akademischen Stenographenvereinen nach Gabelsberger in Bonn und Berlin an und war auf der Journalistentribüne des Reichstages als Zeitungsberichterstatter tätig. Hier lernte er die führenden Stolzeaner Max Bäckler und Adolf Mantzel kennen. Zudem erteilte er in dieser Zeit stenografischen Unterricht und wurde ab 1886 Mitglied der Lehrer- und Systemprüfungskommission im Rheinisch-westfälischen Stenographenverband Gabelsberger.

#### Vereinfachte deutsche Stenographie (System Schrey-Johnen-Socin)
Als sich abzeichnete, dass Ferdinand Schreys „Solinger Thesen“ von 1877 mit der Forderung einer Zweiteilung des Gabelsbergerschen Systems in eine Korrespondenz- und eine Debattenschrift am Widerstand der meisten Gabelsbergerianer scheiterten, ging dieser seine eigenen Wege. In den Jahren 1886/1887 entwickelte sich eine enge Zusammenarbeit zwischen Johnen und Schrey. Johnen wurde Mitarbeiter der von Schrey geleiteten Deutschen Stenographenzeitung, welche als Hauptsprachrohr der Systemvereinfachung fungierte. In Zusammenarbeit mit dem Privatdozenten Adolf Socin entwickelten Schrey und Johnen ein eigenes, deutlich vereinfachtes Stenografiesystem, das Mitte des Jahres 1887 als Vereinfachte deutsche Stenographie (System Schrey-Johnen-Socin) der Öffentlichkeit präsentiert wurde.
Der rasche Aufstieg der Schule Schrey im Folgenden war, neben der emsigen Werbetätigkeit Schreys, insbesondere Johnen zu verdanken. Zu seinen vordringlichsten Aufgaben zählte die wissenschaftliche Begründung und Verteidigung des Systems. Für das Organ der Schule, Die Wacht, von Schrey seit 1888 herausgegeben, und für den Schriftwart (1894–1900), den er selbständig redigierte, verfasste er zahlreiche Artikel. 1891 schrieb er die Erläuterungen zur Systemurkunde. Zudem war er ständiges Mitglied der Systemvertretung.

#### Einigungssystem Stolze-Schrey
Da die Schule Schrey innerhalb weniger Jahre zur dritten Kraft unter den deutschen Stenografieschulen (hinter Gabelsberger und Stolze) aufgestiegen war, scheuten einige führende Vertreter der Neustolzeschen Richtung nicht mehr davor zurück, sich dem System Schrey zu nähern. Auf Anregung des Stolzeschen Geschichtsprofessors Paul Mitzschke fanden daher erste vertrauliche Gespräche zwischen Johnen und dem Stolzeschen Verbandsvorsitzenden Max Bäckler betreffs einer Einigung der Systeme Stolze und Schrey statt. In seiner Festrede am 28. Juni 1896 auf dem 4. Verbandstag der Schule Schrey in Bonn, zugleich Mosengeilfeier zu Ehren des Stenografieerfinders Friedrich Mosengeil, forderte Johnen zur Zusammenarbeit und somit zur Einigung aller systemverwandter deutscher Stenographiesysteme auf.
Im September 1896 kam es zur Bildung eines Einigungsausschusses unter dem Vorsitz von Adolf Mantzel und am 9. August 1897 zur Annahme des Entwurfs der Vereinfachten deutschen Stenographie (Einigungssystem Stolze-Schrey). Johnen wurde Verbandsvertreter, Mitglied der Systemvertretung und des Kürzungsausschusses sowie ständiger Mitarbeiter der Fachzeitschriften Der Deutsche Stenograph und Die Neuwacht.

#### Deutsche Einheitskurzschrift (DEK)
Im September 1907 wurde Johnen als Vertreter seiner Schule in den 23er-Ausschuss berufen, dessen erste Sitzung (von insgesamt sechs) jedoch erst am 29. und 30. April 1912 in Berlin stattfand. Die Verhandlungen des 23er-Ausschusses in den Jahren 1912–1918 zur Lösung der Frage einer deutschen Einheitskurzschrift blieben quasi ohne Ergebnis. An den Debatten nach 1918 war Johnen dann nicht mehr aktiv beteiligt.
1924 wurde er zum Sachverständigen der preußischen Regierung bestellt. In Zusammenarbeit mit Mantzel und Ernst Frey hatte er den Auftrag, das System Stolze-Schrey weiter zu vereinfachen, da das preußische Unterrichtsministerium beabsichtigte, eine Volkskurzschrift Stolze-Schrey in Preußen einzuführen. Staatssekretär Heinrich Schulz durchkreuzte allerdings diese Absichten.
Der DEK, am 20. September 1924 per Gesetz eingeführt, stand Johnen kritisch gegenüber, nahm jedoch stets eine vermittelnde Stellung ein. So engagierte er sich für deren Überprüfung und Verbesserung, über die taktischen Wege zur Erreichung dieses Zieles war er allerdings anderer Meinung als die Mehrheit der Mitglieder seiner Schule. 1925 arbeitete er im Ausschuss für die Ausarbeitung der Redeschrift und der Beispielsammlung der DEK mit. Ebenso wurde er zu den Vorarbeiten zur Systemreform von 1936 herangezogen.
Aufgrund der andauernden ablehnenden Haltung der Schule Stolze-Schrey gegenüber der DEK und den daraus resultierenden unüberbrückbaren Differenzen legte Johnen Ende Januar 1928 sowohl alle Ämter als auch die Ehrenmitgliedschaft im Stenographenbund Stolze-Schrey nieder. Er schloss sich daraufhin dem Deutschen Stenografenbund Stolze-Schrey, Bund für Einheitskurzschrift („Prönnecke-Bund“), einer Abspaltung des Stenographenbundes Stolze-Schrey, an, wurde zum Ehrenmitglied ernannt sowie ständiger Mitarbeiter der Zeitschrift dieses Bundes, der Einheit.

## Bedeutung für die Kurzschrift
Christian Johnen war ein ausgezeichneter Systemtheoretiker und ein brillanter Stenographiehistoriker. Er gilt als „der bedeutendste Geschichtsforscher und Geschichtsschreiber auf dem kurzschriftlichen Gebiet, den die stenografische Welt je gesehen hat“, als „der unerreichte Meister von internationalem Ruf“. Mit seinem Werk Geschichte der Stenographie von 1911 verschaffte er sich große Anerkennung über die Grenzen der Schule Stolze-Schrey hinaus – eine Art „Überparteilichkeit“. In diesem skizziert er die Kurzschrift als Teil der allgemeinen Kultur- und Schriftentwicklung und verfolgt ihre Beziehungen zum gesamten Schriftwesen und zur gesamten Kultur ihrer Zeit. Gerühmt wird in diesem Zusammenhang auch immer wieder seine Gründlichkeit, da seine Arbeit von „philologischer Akribie“, ja geradezu „peinlicher Gewissenhaftigkeit“ gekennzeichnet war.
Johnens Name steht „für stenografischen Fortschritt und stenografische Einheit“. Er verfügte über eine „gerade in der stenografischen Welt so seltene vornehme Objektivität des Urteils. Stets hat ihm die Kurzschrift höher gestanden als ein bestimmtes System“.

## Nachlass
Der schriftliche Nachlass von Christian Johnen befindet sich in der Stenografischen Sammlung der Sächsischen Landesbibliothek – Staats- und Universitätsbibliothek Dresden (SLUB).

## Werke (Auswahl)
- Die kleinen Konsonanten und die Vokalisation. In: Rhenania 2 (1880), H. 7, S. 86–90.
- Festbuch zur hundertjährigen Jubelfeier der deutschen Kurzschrift. Zur Mosengeilfeier auf dem 4. Verbandstage für Vereinfachte deutsche Stenographie (System Schrey) zu Bonn am 28. Juni 1896. Berlin 1896.
- Die Bahnbrecher der deutschen Kurzschrift. Zum hundertjährigen Gedächtnisse von Buschendorf, Mosengeil und Horstig. Berlin 1896.
- Die Einigung der Kurzschriften von Stolze, Schrey und Velten. Vortrag gehalten auf der 6. Versammlung des Rheinisch-Westfälischen Unterverbandes für Vereinfachte Deutsche Stenographie zu Essen am 19. September 1897. Berlin 1898.
- Wilhelm Stolze und die Entwickelung seiner Schrift. Mit besonderer Berücksichtigung des Einigungssystems Stolze-Schrey. Berlin 1899.
- Geschichte der Stenographie im Zusammenhang mit der allgemeinen Entwicklung der Schrift und der Schriftkürzung. Band 1: Die Schriftkürzung und Kurzschrift im Altertum, Mittelalter und Reformationszeitalter. Mit einer Einleitung über das Wesen der Stenographie und die stenographische Wissenschaft. Berlin 1911.
- Kurzgefaßte Geschichte der Stenographie. Berlin 1917.
- Geschichte der Stenographie im Zusammenhang mit der allgemeinen Entwicklung der Schrift und der Schriftkürzung. Band 2: Allgemeine Geschichte der Kurzschrift. 2. neubearbeitete Auflage der Kurzgefaßten Geschichte der Stenographie. Berlin 1924.
- Allgemeine Geschichte der Kurzschrift. 3., veränderte und bis Ende 1927 fortgeführte Auflage. Berlin 1928.
- Die deutsche Einheitskurzschrift (Verkehrsschrift). Ihre Entwicklung und ihr Aufbau. Mit Abdruck und ausführlicher Erläuterung der Systemurkunde, erweiterter Beispielsammlung und alphabetischem Wörterverzeichnis. Berlin 1930.
- Allgemeine Geschichte der Kurzschrift. Vierte, völlig neubearbeitete Auflage. Berlin 1940.

## Sekundärliteratur
- Georg Amsel: Zwei Veteranen des stenographischen Einheitsgedankens, Dr. Adolf Mantzel und Dr. Christian Johnen. In: Bunte Blätter 26 (1932) 10, S. 297–299.
- Rudolf Bonnet: Männer der Kurzschrift. 572 Lebensabrisse von Vorkämpfern und Führern der Kurzschriftbewegung. Darmstadt 1935, S. 91–93.
- Fritz David: Zwei Hundertjährigen zum Gedächtnis: Dr. Christian Johnen und Dr. Adolf Mantzel. In: Deutsche Stenografenzeitung 70 (1962) 7, S. 155–158 und 178–183.
- Dr. Christian Johnen 70 Jahre alt. In: Schriftwart Stolze-Schrey 7 (1932) 7/8, S. 117–120.
- Rudolf Eggeling: Dr. Johnen zum Gedächtnis. In: Neue Stenographische Praxis 10 (1962) 2, S. 56–60.
- Hans Lambrich, Aloys Kennerknecht: Entwicklungsgeschichte der deutschen Einheitskurzschrift. Darmstadt 1962.
- Wilhelm Mager: Senatspräsident Dr. Christian Johnen zum Gedächtnis. In: Deutsche Kurzschrift (1938) 4, S. 158–164.
- Adolf Mantzel: Zu Johnens siebzigstem Geburtstag. In: Die Einheit 7(36) (1932) 7/8, S. 98–103.
- Laurenz Schneider, Georg Blauert: Geschichte der deutschen Kurzschrift. Wolfenbüttel 1936.
- Ferdinand Schrey: Christian Johnen †. In: Der Kurzschriftlehrer 14 (1938) 3, S. 32–34.